# هووری
هووری (به لاتین: Hovari یا Hoveri) یک منطقه مسکونی در جمهوری آذربایجان است که در شهرستان لریک واقع شده است.  این روستا دارای یک شهر مردگان است که از اواخر عصر مفرغ تا اوایل عصر آهن قدمت دارد.

## ریشه واژه
هو یا هُ در زبان تالشی به‌معنی پهناور، فراخ، بزرگ یا گسترده و وَر به‌معنی مکان یا جایگاه است و هووری یعنی جای پهناور و بزرگ.